# Изящный мышиный опоссум
Изящный мышиный опоссум (лат. Thylamys elegans) — вид млекопитающих семейства опоссумов.
Обитает в предгорьях Анд в центральной части Чили и, вероятно, небольшой части Аргентины на высоте 2500 метров над уровнем моря.
Длина тела 10,6—12,1 см, хвоста 11,5—14,2 см. Окраска меха от светло-серого до светло-бежевого цвета, брюхо светлое. Вокруг глаз имеется чёрное кольцо, которое слегка расширенно у носа. Хвост толстый у основания из-за накопления жира.
Питается в основном членистоногими и их личинками, а также фруктами и мелкими позвоночными и, вероятно, падалью.
Размножение происходит с сентября по март, как правило, два раза в год. У самок 19 сосков. В помёте от 8 до 15 детёнышей.